# 帕夫洛皮爾利亞
47°52′35″N 34°2′37″E / 47.87639°N 34.04361°E
巴甫洛皮利亞（烏克蘭語：Павлопілля），是位於烏克蘭中部的村落，隸屬第聶伯羅彼得羅夫斯克州的尼科波爾區。該村處於巴扎夫盧克河左岸，距離普里尤特3公里和彼得羅巴甫利夫卡2公里，始建於1925年，海拔高度86米，2001年人口820。